# András Décsi
András Décsi (15 aprile 1977) è uno schermidore ungherese.

## Biografia
Nei campionati europei di scherma ha conquistato una medaglia d'argento a Danzica nel 1997, nella gara di sciabola individuale.

## Palmarès
In carriera ha conseguito i seguenti risultati:
- Europei di scherma

Danzica 1997: argento nella sciabola individuale.